# East West Bank Classic 1998
L'East West Bank Classic 1998 è stato un torneo di tennis giocato sul cemento.
È stata la 25ª edizione del torneo, che fa parte della categoria Tier II nell'ambito del WTA Tour 1998.
Si è giocato a Manhattan Beach vicino a Los Angeles negli Stati Uniti, dal 10 al 16 agosto 1998.

## Campionesse

### Singolare
Lindsay Davenport ha battuto in finale  Martina Hingis con il punteggio di 4–6, 6–4, 6–3

### Doppio
Martina Hingis /  Nataša Zvereva hanno battuto in finale  Tamarine Tanasugarn /  Olena Tatarkova con il punteggio di 6–4, 6–2